# حاجي أباد (مشيز بردسير)
حاجي أباد (بالإنجليزية: Hajjiabad, Mashiz)‏ هي مستوطنة تقع في إيران في البلدة المركزية.